# 京王電気軌道19形電車
京王電気軌道19形電車（けいおうでんききどう19がたでんしゃ）は京王電鉄京王線の前身である京王電気軌道（京王電軌）が1919年に製造した旅客用電車。京王電軌としては初の2軸ボギー車である。
本項ではこの19形を改造した電動貨車各形式についても併せて記述する。

## 概要
1916年10月の調布 - 府中延長線開業後の乗客増に対応して、以下の4両が製造された。
- 19 - 22
  - 1919年 枝光鉄工所製

以後の増備車は改良を施した23形となったため、本形式の製造は以上4両で終了となっている。

## 車体
従来の1・9・15形を多少ストレッチしたような外観の木造車である。
側窓は4枚をひとまとまりとして3セットを並べた12枚構成で、窓は一段下降式、腰板は絞りのない縦の羽目板を並べた構造である。
もっとも、客室へは扉のないデッキから客室妻面の引き戸付き出入り口を用いて出入りする構造で、妻面にベスティビュールと呼ばれる風雨よけのガラス窓こそ設けられたものの、デッキの両脇からの雨風はそのまま乗務員に浴びせられるという、後継となる23形と比較した場合、明らかに旧態依然とした過渡的設計であった。
座席はロングシート、屋根は側面に明かり取り窓と水雷形通風器を交互に置いた二重屋根構造で、塗装は茶色を基本としつつ客室の腰板部をクリーム色に塗り分け、装飾の縁飾りを要所要所に施した、明治期の路面電車の面影が濃厚なデザインである。

## 主要機器

### 主電動機
本形式の主電動機については、50馬力の直流直巻整流子電動機を各台車に1基ずつ外掛けで装架していたことは判明しているが、そのメーカー名と形式名は判然としない。

### 制御器
制御器も主電動機と同様、直接式であったことは判明しているものの、そのメーカー名と形式名は定かではない。
なお、直接式のため総括制御による連結運転には対応しない。

### 台車
アメリカのテーラー・エレクトリック・トラック社 (Tailor electric truck Co.) 製軸ばね式台車のテーラーSBを装着する。
この台車は、各軸箱を支える2つの鋳鋼製軸箱守部の間に2本の平鋼材を並べて渡し、その間に揺れ枕のリンクを支持する金具を落とし込んで固定、そこに揺れ枕をつり下げ支持、さらに各軸箱守間の下部にも台車枠変形抑止用の梁を渡すという、後の国鉄TR23形台車などに通じる、簡素ながら揺れ枕付きの軸ばね台車に必要な機構を全て備えた合理的な構造となっている。
なお、テーラー社製台車は、日本にはこれら京王電軌向け4両分以外には、京浜電気鉄道41形41 - 50のテーラー19と、同じく京浜電気鉄道の電動貨車5両のテーラー22、それに大阪市電気局1081形1246 - 1250のテーラーRHの合計20両分が輸入されたに留まるが、大阪市電気局は続く1501形製造の際に住友金属工業にテーラーRHを模倣した低床台車 (KS-45-L) を製造させており、特にその揺れ枕部の構造は、以後の日本の路面電車用低床2軸ボギー台車設計に少なからぬ影響を残した。
軸距は1,372mmである。

### ブレーキ
新造時は手ブレーキと直接制御器内蔵の発電ブレーキのみであったが、大形のボギー車では手ブレーキ常用では保安面で問題があったらしく、短期間でウェスティングハウス・エア・ブレーキ社製SM直通ブレーキが追加搭載されている。

### 集電装置
製造当時の京王電軌線では法制上の制約から架線が帰還線も架線とした複式架線であったため、集電装置としてはトロリー・ポールを車体の前後に各2組ずつ搭載して新造されている。

## 運用
本形式はその就役開始から1年足らずで新造が開始された、新設計の23形と比較してさまざまな面で見劣りした。
このため、1927年に実施された京王線架線方式の変更時には集電装置を東洋電機製造TDK-B菱枠パンタグラフへ変更したが、14m級中型車の量産投入が開始され始めた段階で真っ先に淘汰対象となった。
もっとも他社への譲渡は実施されず、以下の通り有蓋車と無蓋車の2グループに分けて電動貨車への改造工事が実施された。
- 19 → 有蓋電動貨車 12
  - 1932年10月 馬来工業改造
- 20 → 無蓋電動貨車 15
  - 1933年5月 汽車製造東京支店改造
- 21 → 有蓋電動貨車 11
  - 1929年12月 古川商店改造
- 22 → 無蓋電動貨車 16
  - 1933年5月 汽車製造東京支店改造

### 有蓋電動貨車 11・12
21と19は当初、本来の客室部分の側窓を全て塞いで荷重6tの荷物室とし、中央部に大きな引戸を置き、両端に乗務員扉と運転台を設けた上で、両端のデッキ部を屋根を含めてばっさり切り落とし3枚窓の切妻形とするという、乱暴な改造が実施されて有蓋電動貨車11・12となった。
これらは1940年5月に日本鉄道自動車で再改造され、両端に切妻の運転室を備えた無蓋電動貨車17・18となったが、その際に後述する15・16と同様の全長8，740mmの車体を新製して交換され、特に18は運転室の幅を1,350mmに狭めるという変更を実施して運転台左右までレール積載を可能として、長いレール輸送時の便を図っている。
なお、連結器は11・12時代は装備されておらず、代わりに救助網が装備されていたが、17・18に改造された際に無蓋付随車1 - 20→ト2950形2951 - 2970などの牽引の必要から端梁へ各2基のバッファを取り付けた上で連環式連結器を装着している。
これら2両は1944年5月31日に陸上交通事業調整法に基づいて実施された京王電軌の東京急行電鉄への合併、つまりいわゆる大東急への統合時の車両番号整理でデト2900形2917・2918へ改番され、デト2917は屋根上に通常のTDK-Bパンタグラフの他にトロリーポールを併設して下高井戸から玉川線（現在の東急世田谷線）へ乗り入れ、当時大橋にあった玉川線車庫と、京王線の車庫・工場機能が置かれていた桜上水の間で資材輸送に用いられた。
2両とも1954年9月に廃車解体されている。

### 無蓋電動貨車 15・16
最後まで旅客車として残っていた20と22は、1933年5月に汽車製造東京支店で全長8,740mmで両端に切妻で3枚窓と乗務員扉を備えた運転台を置く、荷重6tの無蓋電動貨車としての車体を新造して無蓋電動貨車 15・16となった。
こちらも主要機器はそのまま流用されており、台車はテーラーSBが装着されている。連結器は連環式、集電装置は東洋電機製造TDK-Bである。
その後15は1941年12月に前後の運転室の屋根をそれぞれ無蓋の荷台側に延長して一体化し、荷台側面に横羽目板を張った側板と外吊りの引戸を設置して木造の有蓋貨物室とする工事を日本鉄道自動車で実施、有蓋電動貨車 15となった。
これらは大東急統合時の改番でそれぞれデワ2900形2915・デト2900形2916へ改番されたが、デト2916は戦災で焼失して1951年7月付で除籍、残るデワ2915は1953年3月に除籍、越後交通へ譲渡されて連結器の並形自動連結器への交換や改軌工事の実施などの上で、同社長岡線デワ102となった。
なお、テーラーSB台車は軌間を1,372mmから1,067mmへ縮小の上でそのまま譲渡されたが、その後デワ102は電気機関車へ車籍が変更されてED211となり、自動空気ブレーキ搭載に伴い追加された空気圧縮機等の機器を貨物室に搭載、台車は主電動機2基搭載の必要もあって国鉄払い下げのDT10に交換された。
同車は1970年の長岡線の架線電圧1,500V昇圧完了まで使用された後、廃車解体されている。